# Skala CHADS
Skala CHADS – zwana także skalą CHADS2, w medycynie, skala służąca do oceny ryzyka wystąpienia powikłań zakrzepowo–zatorowych u pacjentów z migotaniem przedsionków. Skala umożliwia wskazanie pacjentów z migotaniem przedsionków, u których niekonieczne jest wdrożenie terapii przeciwpłytkowej lub przeciwzakrzepowej.
| Skala CHADS                               | Czynnik ryzyka                                                   | Liczba punktów |
| ----------------------------------------- | ---------------------------------------------------------------- | -------------- |
| C Congestive heart failure/LV dysfunction | Niewydolność serca lub dysfunkcja lewej komory                   | 1              |
| H Hypertension                            | Nadciśnienie tętnicze                                            | 1              |
| A Age                                     | Wiek równy lub powyżej 75 lat                                    | 1              |
| D Diabetes mellitus                       | Cukrzyca                                                         | 1              |
| S Stroke                                  | Udar mózgu przebyty lub przebyte TIA, epizod zakrzepowo-zatorowy | 2              |

Uzyskanie w skali 2 lub więcej punktów wskazuje na konieczność terapii przeciwzakrzepowej z użyciem acenokumarolu lub warfaryny. Wynik równy 1 umożliwia wybór pomiędzy powyżej opisaną terapią przeciwzakrzepową lub terapią z użyciem kwasu acetylosalicylowego. Natomiast wynik równy 0 wskazuje na możliwość niepodjęcia terapii lub zastosowanie kwasu acetylosalicylowego w prewencji powikłań zakrzepowo zatorowych. Obecnie preferowane jest niestosowanie terapii przeciwzakrzepowej u pacjentów z wynikiem 0 w skali CHADS
Obecnie z uwagi na niejednoznaczność powyższej skali, zaleca się dodatkową ocenę ryzyka pacjenta w oparciu o skalę CHA2DS2–VASc.